# Кристоф Рудолф Фугер фон Кирхберг-Вайсенхорн
Кристоф Рудолф Фугер фон Кирхберг-Вайсенхорн (на немски: Christoph Rudolph Fugger Graf zu Kirchheim-Weißenburg; * 8 февруари 1615 в Шпайер Ст. Герман; † 5 ноември 1673 в Гльот) от род Фугер е граф на Фугер-Кирхберг-Вайсенхорн в Бавария, господар на Гльот, Щетенфелс, Болвайлер, на Лука в Италия, Хилгартсберг, Кирххайм и Шмихен, съветник и кемерер на императора и на херцога на Бавария.
Той е вторият син (от 10 деца) на дипломата граф Йохан Ернст Фугер (1590 – 1639) и съпругата му фрайин Маргарета фон Болвайлер († 1658), дъщеря на фрайхер Рудолф фон Болвайлер († 1616) и фрайин Доротея фон Тун († сл. 1602).
Кристоф Рудолф е съветник и кемерер на императора и на херцога на Бавария. Той е от 1639 г. господар на Гльот, Щетенфелс и Болвайлер, от 1669 г. господар на Лука в Италия и господар на Хилгартсберг, и от 1672 г. господар на Кирххайм и Шмихен.
Кристоф Рудолф Фугер умира на 58 години на 5 ноември 1673 г. в Гльот и е погребан в Кирххайм.

## Фамилия
Кристоф Рудолф Фугер фон Кирхберг-Вайсенхорн се жени на 4 февруари 1646 г. в Мюнхен за Мария Анна Антония Валбурга фон Монфор (* 1630; † 7 юли 1650 в Щетенфелс), дъщеря на граф Хуго XV фон Монфор-Тетнанг-Лангенарген (1599 – 1662) и Йохана Евфрозина фон Валдбург (1596 – 1651). Те имат три деца:
- Фридрих Фердинанд (* 1646; † 1647)
- Франц Ернст (* 18 септември 1648, Гльот; † 14 март 1711, Инсбрук), женен на 31 юли 1679 г. в Гльот за графиня Мария Терезия Анна фон Йотинген-Катценщайн (* 13 юни 1651; † 12 август 1710)
- Мария Маргарета Йохана (* 30 юни 1650 в Щетенфелс; † 2 декември 1719), омъжена на 21 септември 1670 г. в Швенди, Тюбинген за фрайхер Франц Игнац фон Швенди цу Хоенландсберг (* 24 февруйри/ноември 1628; † 17 май 1686)

Кристоф Рудолф Фугер фон Кирхберг-Вайсенхорн се жени втори път на 11 февруари 1657 г. в Именщат за Мария Йохана фон Рехберг (* 1633; † 19 октомври 1689, Щетенфелс, погребана в Некарзулм), дъщеря на граф Каспар Бернхард II фон Рехберг (1588 – 1651) и фрайин 	Доротея Йозефа фон Кьонигсег-Аулендорф (1603 – 1634). Те имат четири деца:
- Мария Анна (* 1659; † 6 октомври 1683), омъжена 1683 г. за граф Франц Парис цу Шпаур († 1718)
- Мария Йозефа Катарина (* 1660; † 23 февруари 170), монахиня в Бухау
- Антон Йозеф Зигмунд (* 28 септември 1661; † 3 януари 1727, Констанц)
- Мария Терезия Доротея (* 1661/ок. 1662; † 27 март 1739, Виена), омъжена 1700 г. за граф Франц Антон фон Саинт-Хилаире († 1719)

- Замъкът Щетенфелс
- Дворецът Гльот
- Дворецът Фугер в Кирххайм в Швабия 17 век
- Водният дворец Фугер в Шмихен